# P. G. T. Beauregard
Pierre Gustave Toutant de Beauregard (St. Bernard, Luisiana; 28 de mayo de 1818-Nueva Orleans, Luisiana; 20 de febrero de 1893), fue un militar estadounidense, mayor general en el ejército confederado durante la guerra civil estadounidense. Fue también escritor, funcionario público e inventor. Fue el primer general confederado de relevancia, tocándole comandar la defensa de Charleston, Carolina del Sur, en la batalla por el Fuerte Sumter y obtuvo la victoria en la primera batalla de Bull Run. Comandó los ejércitos confederados en el teatro occidental de la batalla de Shiloh y del asedio de Corinth. Su mayor hazaña fue su exitosa defensa de la ciudad de Petersburg, Virginia —y de esta manera la propia capital confederada, Richmond— del asalto de una fuerza federal enormemente superior en número en junio de 1864. Sin embargo, su influencia sobre la estrategia confederada se arruinó debido a su pobre relación con el presidente Jefferson Davis y otros generales y oficiales superiores. Debido a la longitud de su nombre, este oficial es mencionado habitualmente como P. G. T. Beauregard, aunque durante la guerra él raramente usaba su primer nombre y firmaba su correspondencia como G. T. Beauregard.

## Biografía

### Primeros años
Beauregard nació en la plantación "Contreras" en la parroquia de St. Bernard en las afueras de Nueva Orleans, Luisiana, en una familia de criollos blancos de origen francés. Su apodo entre los amigos del ejército era El Pequeño Criollo, aunque también lo conocían como Bory, El Francesito, Félix y El Pequeño Napoleón. Cursó sus estudios militares en la academia de West Point graduándose en 1838 con particular distinción como artillero e ingeniero militar. Sirvió en este último cargo bajo las órdenes del general Winfield Scott durante la guerra entre Estados Unidos y México. Allí fue ascendido a capitán por su desempeño en las batallas de Contreras y Churubusco, y a mayor en la batalla de Chapultepec donde resultó herido en un hombro y una pierna en 1847. Aunque se sabe poco de su vida matrimonial, fue cuñado del futuro diplomático confederado John Slidell.
Beauregard entró brevemente en la política en su pueblo natal, siendo estrechamente derrotado en la elección para alcalde de Nueva Orleans en 1858. Fue el ingeniero jefe a cargo de las obras de drenaje de Nueva Orleans entre 1858 y 1861, y dirigió la construcción del edificio de aduanas del gobierno federal. Regresó a West Point como profesor donde alcanzó el grado de superintendente de la academia militar en enero de 1861, pero renunció pocos días después, cuando Luisiana anunció su secesión de los Estados Unidos.

### Guerra Civil
Beauregard ingresó en el ejército confederado como brigadier general en marzo de 1861, pero fue promovido a mayor general el 21 de julio de ese año convirtiéndose en uno de los ocho oficiales confederados con ese rango. En esa condición recomendó mantener un grueso contingente para defender Nueva Orleans, pero fue desautorizado por el presidente Davis lo que inició un roce continuo entre ellos y que fue agudizándose con el paso de los años.
La primera misión encomendada a Beauregard por el gobierno confederado fue el comando de las fuerzas en Charleston, Carolina del Sur, donde el 12 de abril de 1861 abrió fuego sobre el Fuerte Sumter, una instalación federal, hecho que se señala como el detonante de la guerra civil. Luego, junto al general Joseph E. Johnston lideró las fuerzas confederadas en la primera batalla de Bull Run, donde derrotaron al general Irwin McDowell, uno de los compañeros de promoción de Beauregard en West Point. Durante esta batalla, Beauregard empleó por primera vez los cañones cuáqueros, una réplica en madera de cañones auténticos, para engañar al enemigo respecto a su verdadera fuerza artillera.
Beauregard fue transferido a Tennessee y asumió el mando de las fuerzas confederadas en la batalla de Shiloh, donde el general Albert Sidney Johnston perdió la vida. Aunque tuvo éxito el primer día de la batalla el 6 de abril de 1862, al día siguiente Beauregard se precipitó al ordenar un ataque definitivo contra las fuerzas federales creyéndolas debilitadas, pero fue obligado a retroceder debido a que las tropas de Tennessee del general Ulysses S. Grant recibieron un importante refuerzo ese segundo día con la llegada de las fuerzas de Ohio al mando del general Don Carlos Buell, las tropas federales contraatacaron enérgicamente. Posteriormente, Beauregard fue obligado a retirarse desde su base de suministros en Corinth, Misisipi, por fuerzas de la Unión al mando del general Henry H. Halleck.
Beauregard defendió exitosamente la ciudad de Charleston, Carolina del Sur, de repetidos ataques nordistas entre 1862 y 1864. Asistió a Robert E. Lee en la defensa de Richmond, derrotando a Benjamin Butler en la campaña de Bermuda Hundred, cerca de Dreury's Bluff. Prosiguió con sus éxitos militares con la desesperada defensa de Petersburg, donde con 2200 hombres resistió el ataque de 16 000 federales en lo que se conoció como la segunda batalla de Petersburg. Su estrategia en esta batalla consistió en mover tropas desde sus posiciones defensivas en Bermuda Hundred para reforzar Petersburg, confiando en que sus oponentes no se percatarían de la brecha que dejaba, lo que efectivamente sucedió. Este éxito hizo a Beauregard proponer un plan al general Lee y al presidente Davis de encabezar una gran invasión al norte y derrotar a los generales Grant y Butler, pero por desgracia para él, su crédito con Davis, y por tanto con Lee era insuficiente. Beauregard fue prontamente destinado al teatro de operaciones del Oeste con el indudable propósito de alejar su irritante presencia para Lee y Davis en Virginia. Dado que casi todas sus fuerzas estaban en combate por doquier —Tennessee, Alabama y Misisipi—, Beauregard no tuvo los medios suficientes como para detener a Sherman en su marcha hacia el mar. Él y Joseph E. Johnston, se rindieron a Sherman en Carolina del Norte en abril de 1865.

### En la posguerra
Una vez terminada la guerra, Beauregard habló en favor de los derechos civiles y de sufragio para los esclavos recientemente liberados, una opinión inusual entre los ex altos oficiales confederados.
Los escritos militares de Beauregard incluyen: Principles and Maxims of the Art of War (1863), Report on the Defense of Charleston, y A Commentary on the Campaign and Battle of Manassas (1891). Es también el coautor no reconocido del libro The Military Operations of General Beauregard in the War Between the States (1884). Beauregard y Jefferson Davis publicaron una serie de amargas acusaciones recíprocas culpándose mutuamente en retrospectiva por la derrota de la Confederación. Beauregard estuvo también trabajando en el desarrollo de los ferrocarriles de Luisiana y Misisipi entre 1865 y 1870 y en la presidencia del sistema de transporte público de Nueva Orleans entre 1866 y 1876.
Declinó la oferta que se le hizo en 1866 para hacerse cargo del ejército de Rumania y de Egipto en 1869. Sirvió también en el gobierno de Luisiana, primero en la milicia del Estado y luego, con menos éxito, como gerente de la lotería estatal, donde pese a su reconocida rectitud, fue incapaz de controlar la corrupción del sistema de sorteos. P. G. T. Beauregard murió en Nueva Orleans. Está sepultado allí en el Cementerio Metairie.